# 全港超幽佈施祈福除惡盂蘭燒衣晚會
全港超幽佈施祈福除惡盂蘭燒衣晚會，為發生於2019年8月9日晚上由民間自發舉行的盂蘭集會，以燒衣紙、冥紙方式為香港祈福。活動由網民於通訊軟件Telegram發起，並聲稱為宗教集會。

## 過程

### 沙田
沙田的晚會原定晚上8時在娛樂城舉行，但最後轉移至瀝源邨聖公會主風小學對出的涼亭，高峰時期有50名街坊參與。有邨肉街坊指原先供居民燒衣的化寶爐突然被房署收起，最後要自行搬來多個爐。而沙田街坊認為燒衣活動是另類抗爭，提供多一種途經讓市民發洩表達不滿。參與人士在晚上10時30分散去。

### 黃大仙區

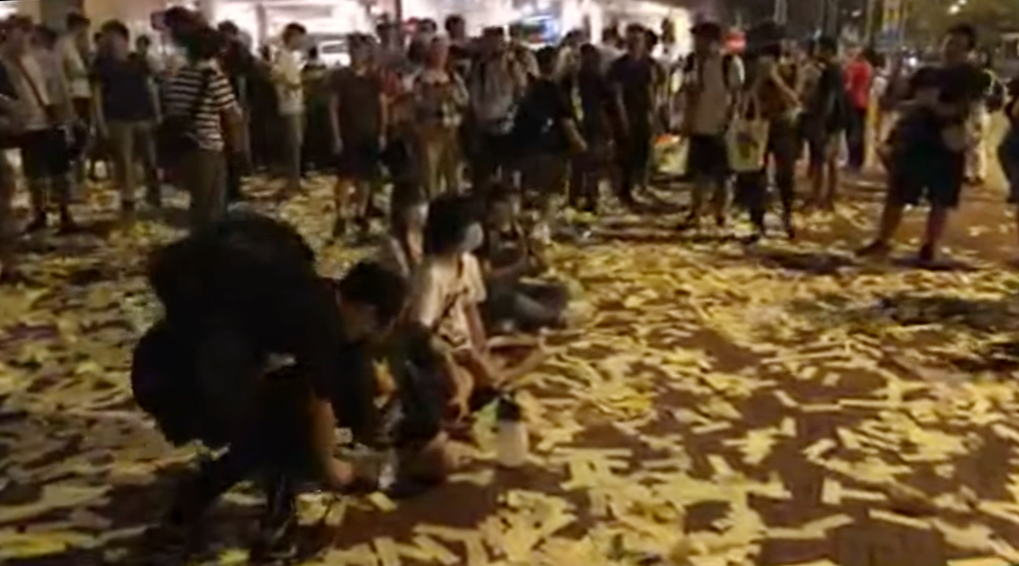
市民在黃大仙紀律部隊宿舍對面馬路大撒溪錢

黃大仙區的晚會氣氛緊張，活動開始前已有數十名軍裝警員在週邊一帶巡邏和監視，有3名戴上口罩的市民被警員上前查問，並檢查手持的祭品。到晚上8時，市民在沙田坳道及東頭村道交界，放置祭品及化寶盆，不時高叫「林鄭收嘢，阿sir收嘢」、「燒啲委任證畀阿sir」。其後亦有人帶備附上何君堯及「大波Man」相片的紙紮公仔和展示印有行政長官林鄭月娥、立法會主席梁君彥及盧偉聰頭像的溪錢。亦有人即場摺金元寶及播放佛經。
到晚上9時30分，有市民將溪錢灑至路中的安全島，警方則在紀律部隊宿舍外出動兩隻警犬威嚇記者及市民。其後在場人士不斷投訴黃大仙紀律部隊宿舍有人由高處擲物，地面有玻璃片，但警員未有理會，指現在進行錄影。市民以鐳射光射向上方的單位，而大批防暴警在9時49分到場增援，在宿舍門口戒備，之後更用強光電筒照射市民及記者的鏡頭。參與人士亦以鐳射光射向對面行人路的警員。到11時，現場聚集人士不斷增加，有市民走到宿舍停車場出入口大撒溪錢，而數名消防員一度到化寶盆位置了解，最後未有處理便離開，參與人士歡呼。期間，有多名防暴警員在未獲批准下進入黃大仙巴士總站停車場私人範圍，隨後離開。到凌晨12時，十多名市民在沙田坳道及東頭村道交界模仿動畫《火影忍者》跑姿「火影跑」衝向警員，之後折返人群中。12時24分，一名男子持寫有「警察不要再傷害香港人，因為你們都是香港人，香港人不要被仇恨所支配」木板，走到防暴警前跪在地上。市民上前將其扶起。

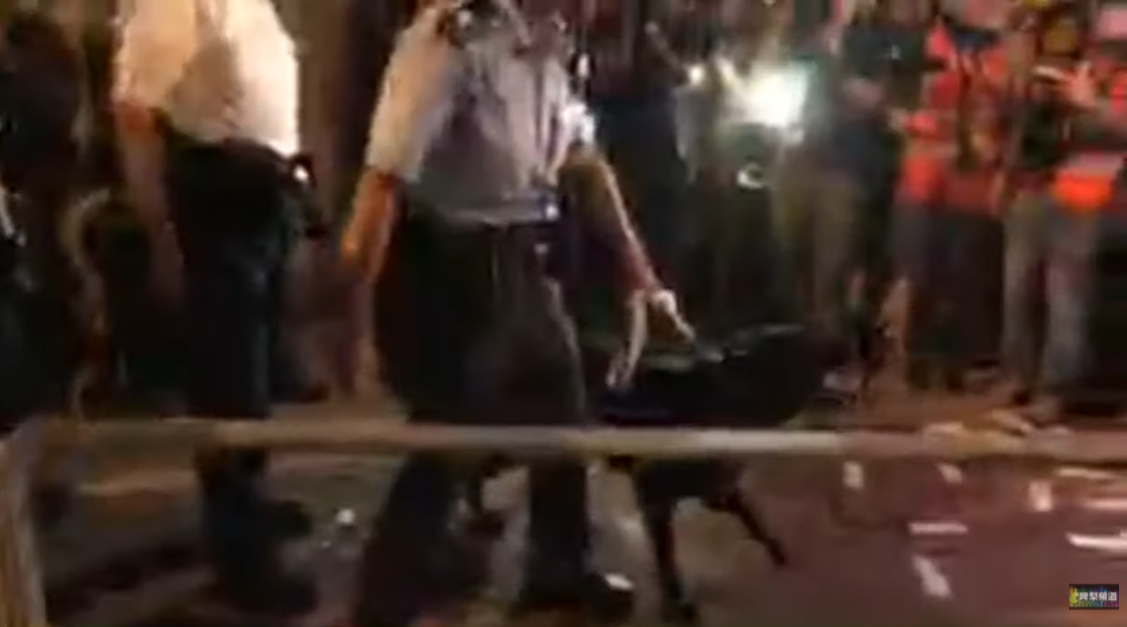
警方在紀律部隊宿舍外出動警犬威嚇記者
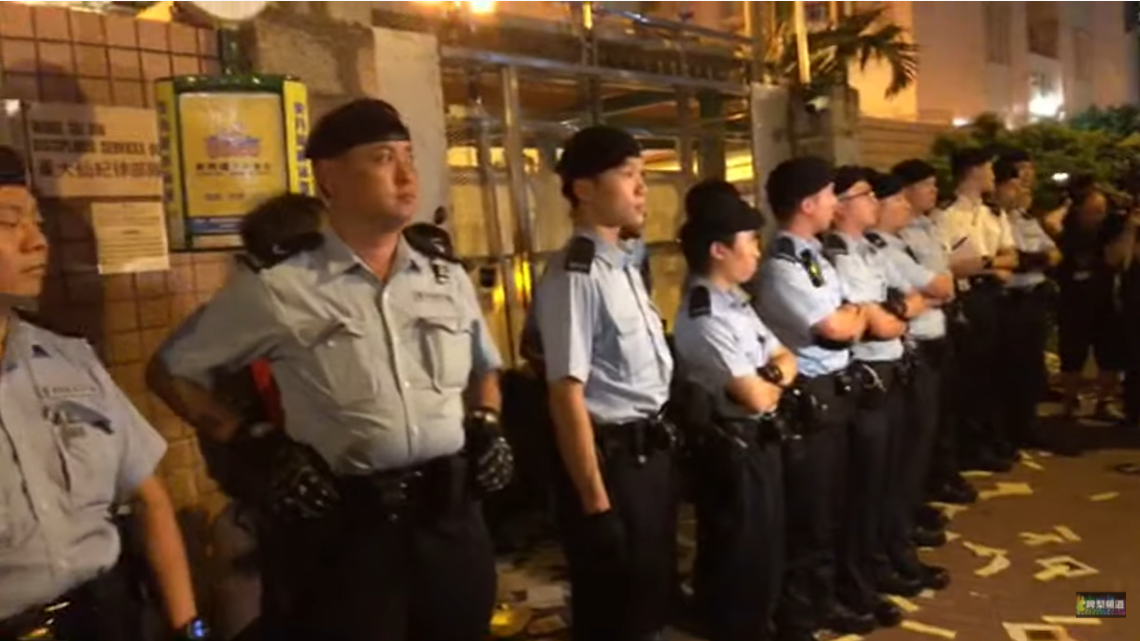
機動部隊警員在紀律部隊宿舍外戒備
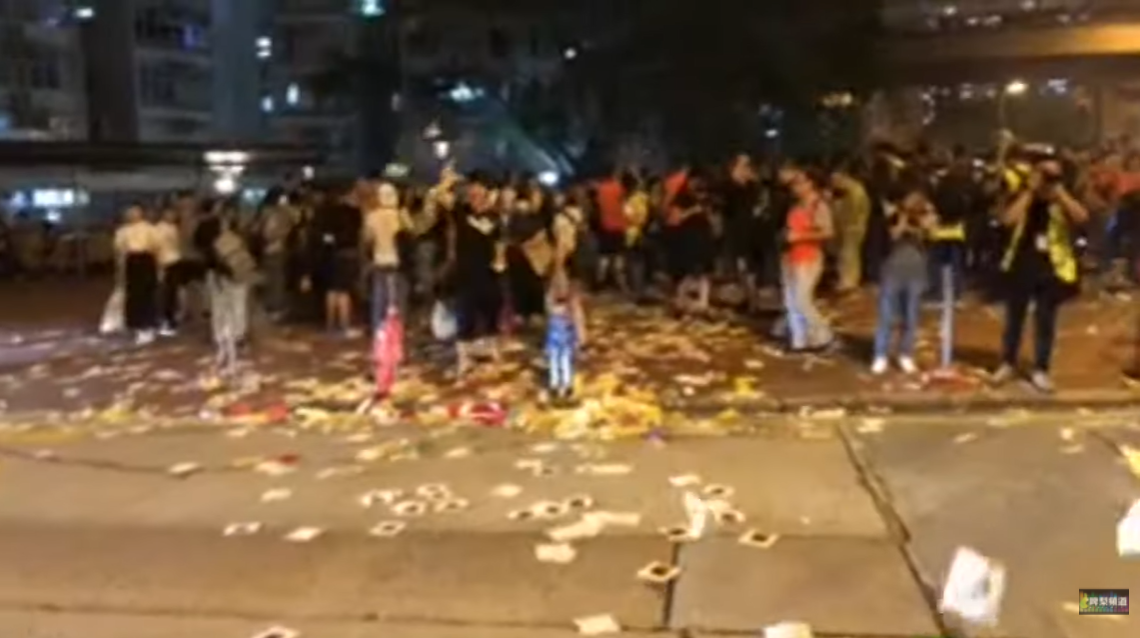
部分溪錢散落在馬路上
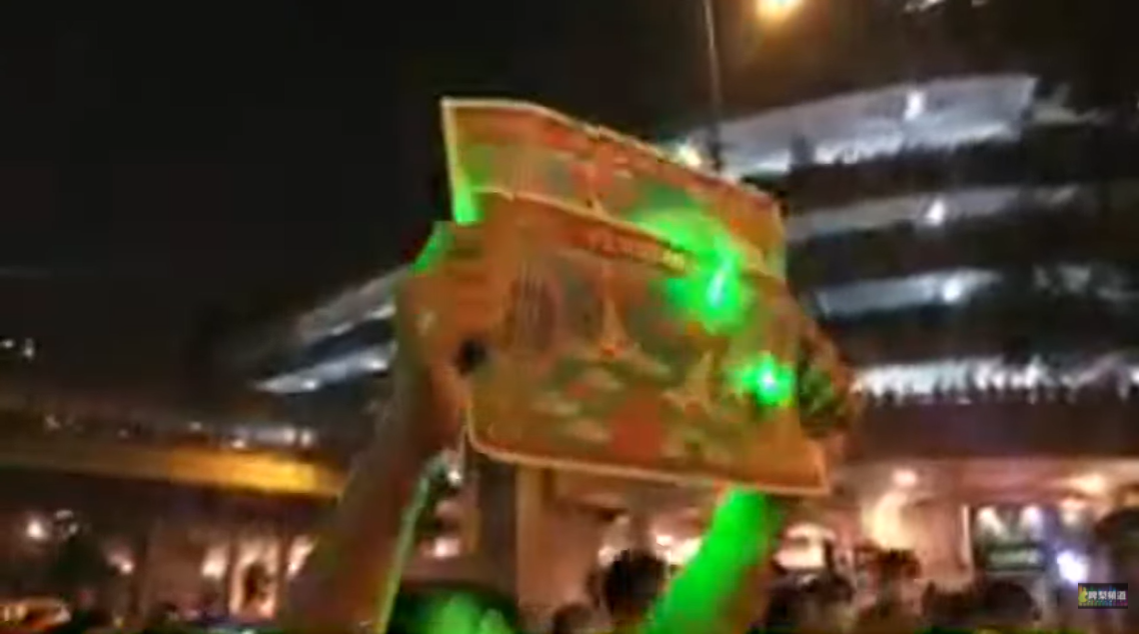
示威者利用鐳射光射向大冥鈔

## 清場
到凌晨12時30分，警員連同兩隻警犬在睦鄰街遊樂場內驅趕市民及記者，8分鐘後舉起藍旗警告，要求示威者立即離開。到12時50分，防暴警突然衝向正進行燒衣的街坊，5人涉嫌非法集結被捕，其中一名17歲男子同時涉嫌未能出示身份證明文件。

## 提堂，審訊和判決
兩名分別來自恒大及中大男學生，被控在黃大仙紀律部隊宿舍外燒衣紙，早前被裁定參與非法集結罪成。到2022年5月19日，觀塘裁判法院裁判官劉淑嫻指當時有超過100人在場聚集叫囂、燒衣紙、以雷射光照向警方及紀律部隊宿舍，認為會令事件升溫，須要判處阻嚇性刑罰。最後考慮到被告有良好品格，判處監禁10星期。